# Список пород лошадей
В данной статье приведен перечень пород лошадей и пони.

## Породы лошадей

### А
| Порода        | Описание | Изображение | Краткая информация |
| ------------- | -------- | ----------- | ------------------ |
| Абако-барб    |          |             |                    |
| Ахалтекинская |          |             |                    |
| Англо-норманн |          |             |                    |

- Абиссинская
- Абстанг
- Абтенайская
- Авелинская
- Австралийская пастушья
- Австралийская полукровная
- Австралийская тяжелоупряжная
- Австрийская полукровная
- Адаевская
- Азербайджанская
- Азорская
- Албанская
- Алтайская
- Альтер-реал
- Американская верховая
- Австрийская полукровная
- Американский квотерхорс (американская четвертьмильная)
- Американская кремовая
- Американский кучерявый башкир
- Американский пейнтхорс
- Американская стандартбредная
- Андалузская
- Англо-арабская
- Аппалуза
- Ара-Аппалуза
- Арабская
- Арденская
- Аргентинская
- Арьежуаз
- Ауксуа
- Ацтекская

### Б
- Баварская полукровная
- Балеарская
- Белорусская упряжная
- Бельгийская полукровная
- Берберийская, или варварийская
- Башкирская
- Битюг
- Боснийская
- Брабансон (Бельгийская рабочая)
- Бразильская спортивная
- Брамби
- Бранденбургская
- Бретонская
- Будённовская
- Булонская

### В
- Великопольская
- Венгерская полукровная
- Вестфальская
- Владимирский тяжеловоз
- Восточноболгарская
- Вюртембергская
- Вятская

### Г
- Ганноверская
- Гафлинская
- Гидран
- Голландская
- Голштинская
- Гонтер
- Гронингенская

### Д

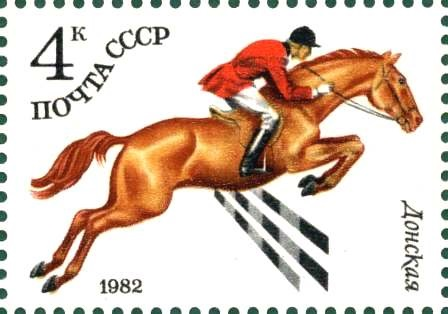
Почтовая марка СССР, 1982 г. Донская.

- Дагестанская
- Датская полукровная
- Делибоз
- Дестриэ
- Джэбе

- Донская

### Ж
- Жемайтская

### З
- Забайкальская

### И
- Иберийская
- Ирландская спортивная
- Ирландская тяжелоупряжная
- Исландская

### К

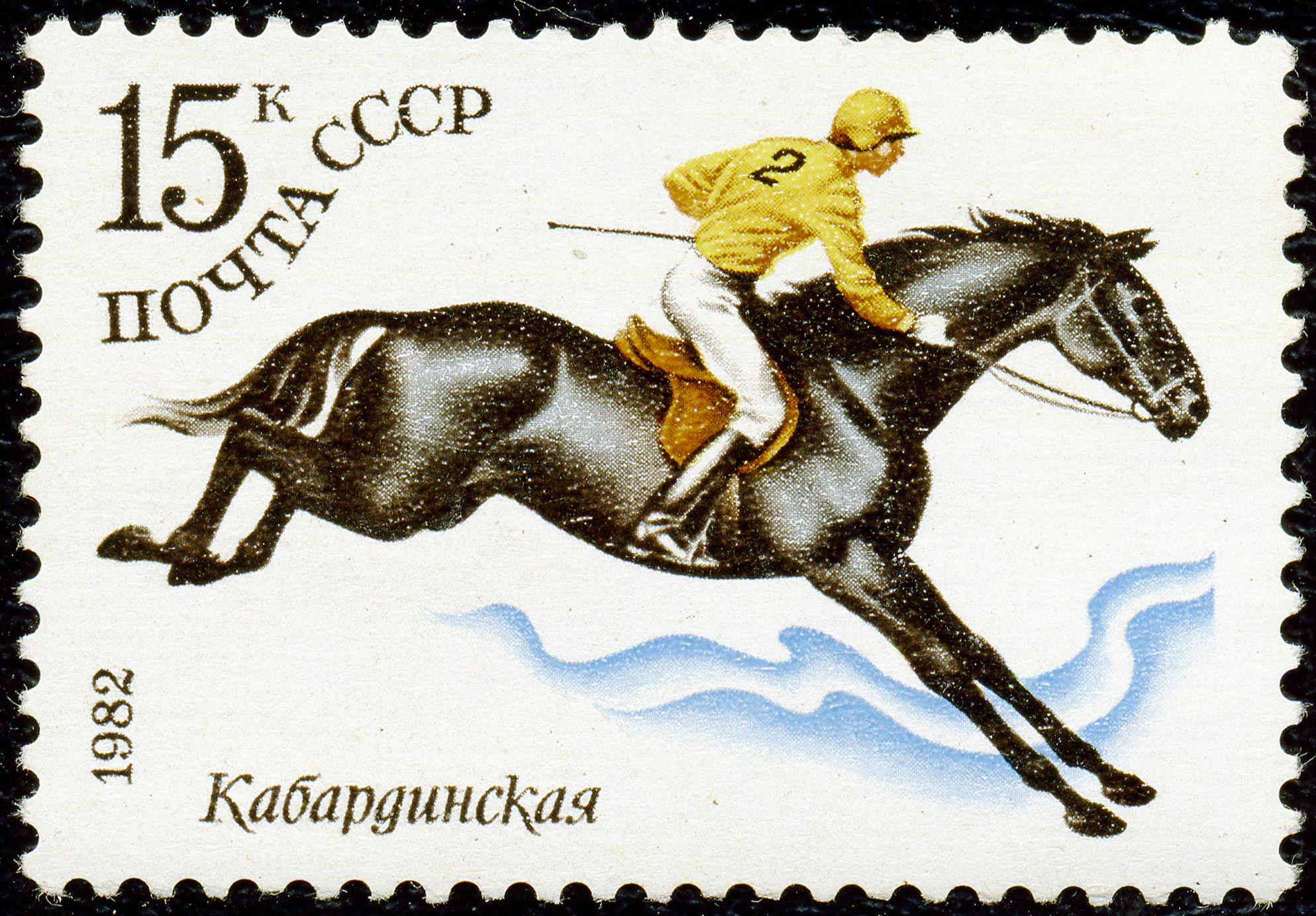
Почтовая марка СССР, 1982 г. Кабардинская.

- Кабардинская
- Казахская
- Калмыцкая
- Камаргская
- Камполина
- Канадская
- Катхиавари
- Карабаирская
- Карабахская
- Карачаевская
- Каспийская
- Кигер-мустанг
- Кински
- Кишбер
- Киргизская
- Кладрубская
- Клейдесдаль
- Клеппер
- Кливлендская гнедая
- Крестьянская
- Кнабструпская
- Комтойс
- Коник польский
- Колорадо-рейнджер
- Креольская
- Кубинский иноходец
- Кустанайская
- Кушумская

### Л
- Латвийская
- Липпицианская
- Литовский тяжеловоз
- Локайская
- Лошадь Скалистых гор
- Лузитанская

### М
- Малопольская
- Мангаларга
- Мареммано
- Марвари
- Мезенская
- Мекленбургская
- Миссурийский фокстроттер
- Монгольская
- Морган
- Мустанг

### Н
- Новоалександровская тяжелоупряжная
- Новоалтайская
- Новокиргизская
- Нониус
- Не-Персе
- Норикер

### О
- Ольденбургская
- Орловский рысак

### П
- Пасо-фино
- Перуанский пасо
- Першерон
- Печорская
- Пинцгауская
- Полесская
- Польский коник
- Польский тяжеловоз
- Португальская спортивная
- Приобская

### Р
- Русская верховая
- Русский рысак
- Русский тяжеловоз

### С
- Североамериканская башкирская курчавая лошадь
- Советская тяжелоупряжная (советский тяжеловоз)
- Соррайя
- Старая фламандская
- Суффолькская

### Т
- Тавдинская
- Татарская
- Теннессийская прогулочная
- Терская
- Тракененская
- Трэйт дю Норд

### У

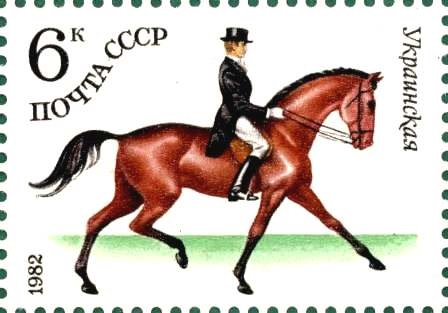
Почтовая марка СССР, 1982 г. Украинская.

- Почтовая марка СССР, 1982 г. Украинская.Украинская верховая
- Уэльский коб

### Ф
- Финская
- Флоридский крэкер
- Французский англо-араб
- Французский рысак
- Французский сель
- Фредериксборгская
- Фризская
- Фризская спортивная
- Фьордская

### Х
- Хакнэ
- Цыганская (иначе тинкер, ирландский коб)
- Чилийская
- Чистокровная верховая
- Шагия
- Шайрская
- Шварцвальдская лошадь
- Шведка
- Шленская
- Ютландская
- Эфиопская[англ.]
- Якутская

## Породы пони
- Австралийский
- Американская миниатюрная
- Английский верховой
- Астурийский
- Баскский
- Бельгийский верховой
- Галицийский
- Гаррано
- Готландский
- Гуцульский
- Дартмурский
- Дюльменский[англ.]
- Карпатский
- Каспийский
- Керри-бог
- Коннемарский
- Ньюфаундлендский
- Нью-форестский
- Поттокский[англ.]
- Тибетский
- Тиморский
- Уэльский
- Фалабелла
- Фелл
- Французский верховой
- Хакнэ
- Хоккайдо
- Шетландский
- Эксмурский
- Эрискайский
- Яванский